# Campeonato Iberoamericano de Atletismo de 1983
El I Campeonato Iberoamericano de Atletismo fue una competición deportiva que se celebró entre los días 23 y 25 de septiembre de 1983 en el Estadio Juan Serrahima de la ciudad de Barcelona, España.
Participaron 143 atletas de 18 federaciones nacionales iberoamericanas.
 Se disputaron 37 pruebas (22 masculinas y 15 femeninas).
En esta primera edición, se permitió la participación en cada prueba de un atleta representando a cada país, aunque compitieron atletas de diversos países fuera de concurso, no constando sus resultados para el cómputo en el medallero final. Se reseña en el apartado "Fuera de concurso" los atletas invitados que quedaron entre los tres primeros de cada prueba, sin constar sus resultados en el medallero de este evento deportivo.

## Resultados

### Masculino
| Evento                                     | Oro                                                                                                   | Plata | Bronce |
| ------------------------------------------ | --- | --- | --- |
| 100 metros (23 de septiembre)              | José Luis Isalgue · Cuba · 10.46                                                                      | Nelson Rocha dos Santos · Brasil · 10.54                                                                                 | Ángel Heras · España · 10.65                                                                                           |
| 200 metros (25 de septiembre)              | Tomás Pedro González · Cuba · 20.91                                                                   | Ángel Heras · España · 21.09                                                                                             | Evaldo Rosa da Silva · Brasil · 21.56                                                                                  |
| 400 metros (25 de septiembre)              | Lázaro Martínez · Cuba · 46.37                                                                        | Sergio Mathias Franco de Meneses · Brasil · 47.28                                                                        | Isidoro Hornillos · España · 48.12                                                                                     |
| 800 metros (24 de septiembre)              | José Luis González · España · 1:49.11                                                                 | Carlos Cabral Portugal 1:49.32                                                                                           | José Luiz Barbosa · Brasil · 1:50.02                                                                                   |
| 1500 metros (25 de septiembre)             | José Manuel Abascal · España · 3:51.66                                                                | Helder de Jesús Portugal 3:54.49                                                                                         | Hugo Allan García · Guatemala · 4:05.93                                                                                |
| 5000 metros (25 de septiembre)             | Silvio Salazar · Colombia · 13:52.19                                                                  | Ezequiel Canario Portugal 13:59.68                                                                                       | Cándido Alario · España · 14:24.85                                                                                     |
| 10000 metros (24 de septiembre)            | Antonio Prieto · España · 28:58.19                                                                    | Fernando Miguel Portugal 30:58.12                                                                                        | William José Aguirre · Nicaragua · 32:02.42                                                                            |
| Marathon (25 de septiembre)                | Roberto García · España · 2h24:32                                                                     | Oscar Santos Portugal 2h33:41                                                                                            | José Carlos Orué Argentina 2h38:49                                                                                     |
| 110 metros vallas (25 de septiembre)       | Ángel Bueno · Cuba · 13.81                                                                            | Wellington de Araújo · Brasil · 14.33                                                                                    | Rodrigo Casar · México · 14.35                                                                                         |
| 400 metros vallas (24 de septiembre)       | José Alonso Valero · España · 50.08                                                                   | Frank Reinaldo Montiéh · Cuba · 50.81                                                                                    | Ricardo Biojo · Colombia · 52.95                                                                                       |
| 3000 metros obstáculos (25 de septiembre)  | Domingo Ramón · España · 8:27.20                                                                      | Emilio Ulloa · Chile · 8:37.36                                                                                           | Adauto Domingues · Brasil · 8:40.17                                                                                    |
| Salto de altura (25 de septiembre)         | Jorge Luis Alfaro · Cuba · 2.20                                                                       | Roberto Cabrejas · España · 2.16                                                                                         | Victor Mendes Portugal 2.12                                                                                            |
| Salto con pértiga (24 de septiembre)       | Alberto Ruiz · España · 5.20                                                                          | Manuel Miguel Portugal 4.50                                                                                              | Claudio Escauriza Paraguay 4.30                                                                                        |
| Salto de longitud (25 de septiembre)       | Jaime Jefferson · Cuba · 7.93                                                                         | Antonio Corgos · España · 7.90                                                                                           | Antonio Vermelhudo Portugal 7.07                                                                                       |
| Triple salto (23 de septiembre)            | Lázaro Betancourt · Cuba · 16.04                                                                      | Alberto Santamaría · España · 15.77                                                                                      | Luís Azevedo Portugal 15.51                                                                                            |
| Lanzamiento de peso (23 de septiembre)     | Luis Mariano Delís · Cuba · 18.69                                                                     | Martín Vara · España · 17.19                                                                                             | Gerardo Carucci Argentina 16.17                                                                                        |
| Lanzamiento de disco (23 de septiembre)    | Luis Mariano Delís · Cuba · 65.24                                                                     | Sinesio Garrachón · España · 55.88                                                                                       | José Carlos Jacques · Brasil · 51.74                                                                                   |
| Lanzamiento de martillo (24 de septiembre) | Raúl Jimeno · España · 69.36                                                                          | Genovevo Morejón · Cuba · 65.28                                                                                          | Daniel Gómez Argentina 55.78                                                                                           |
| Lanzamiento de jabalina (25 de septiembre) | Juan Francisco Garmendia Argentina 72.00                                                              | Carlos Cunha Portugal 69.94                                                                                              | Juan José Rosell · España · 68.46                                                                                      |
| 20 km marcha (24 de septiembre)            | José Querubín Moreno · Colombia · 1h31:02                                                             | José Pinto Portugal 1h31:03                                                                                              | Santiago Fonseca Honduras 1h34:19                                                                                      |
| Relevos 4 x 100 metros (25 de septiembre)  | Juan José Prado · Juan Tolrá · Ángel Heras · Florencio Gascón · España · 40.40                        | José Luis Isalgue · Ángel Bueno · Jaime Jefferson · Tomás Pedro González · Cuba · 40.45                                  | José Luiz Barbosa · Nelson Rocha dos Santos · Sergio Mathias Franco de Meneses · Wellington de Araújo · Brasil · 41.00 |
| Relevos 4 x 400 metros (25 de septiembre)  | Tomás Pedro González · Lázaro Martínez · Frank Rinaldo Montiéh · Julio Osvaldo Prado · Cuba · 3:07.05 | Evaldo Rosa da Silva · José Luiz Barbosa · Nelson Rocha dos Santos · Sergio Mathias Franco de Meneses · Brasil · 3:07.62 | Manuel González · Benjamín González · José Alonso Valero · Ángel Heras · España · 3:08.17                              |

### Femenino
| Evento                                     | Oro | Plata                                                                              | Bronce                                |
| ------------------------------------------ | --- | ---------------------------------------------------------------------------------- | ------------------------------------- |
| 100 metros (23 de septiembre)              | Esmeralda de Jesús Freitas · Brasil · 11.67                                                             | Luisa Ferrer · Cuba · 11.74                                                        | Lourdes Valdor · España · 12.07       |
| 200 metros (25 de septiembre)              | Luisa Ferrer · Cuba · 23.84                                                                             | Virginia Gomes Portugal 24.59                                                      | Adriana Pero Argentina 24.79          |
| 400 metros (25 de septiembre)              | Ana Fidelia Quirós · Cuba · 52.08                                                                       | Gregoria Ferrer · España · 56.98                                                   | Solo dos competidoras.                |
| 800 metros (24 de septiembre)              | Neri María McKeen · Cuba · 2:03.07                                                                      | Alejandra Ramos · Chile · 2:03.17                                                  | Maite Zúñiga · España · 2:05.41       |
| 1500 metros (25 de septiembre)             | Aurora Cunha Portugal 4:15.55                                                                           | Alejandra Ramos · Chile · 4:16.33                                                  | Gloria Pallé · España · 4:17.66       |
| 3000 metros (23 de septiembre)             | Aurora Cunha Portugal 9:14.10                                                                           | Pilar Fernández · España · 9:26.59                                                 | Fabiola Rueda · Colombia · 9:27.59    |
| 100 metros vallas (24 de septiembre)       | Elida Aveillé · Cuba · 13.29                                                                            | Beatriz Delia Capotosto Argentina 13.52                                            | María José Martínez · España · 13.93  |
| 400 metros vallas (24 de septiembre)       | Conceiçao Aparecida Geremias · Brasil · 58.74                                                           | Rosa Colorado · España · 59.97                                                     | Alma Delia Vázquez · México · 1:01.90 |
| Salto de altura (24 de septiembre)         | Orlane Maria Lima dos Santos · Brasil · 1.80                                                            | Isabel Mozún · España · 1.75                                                       | Hildelisa Despaigne · Cuba · 1.75     |
| Salto de longitud (24 de septiembre)       | Eloína Echevarría · Cuba · 6.49                                                                         | Ana Oliveira Portugal 6.13                                                         | Estrella Roldán · España · 6.02       |
| Lanzamiento de peso (24 de septiembre)     | Maritza Martén · Cuba · 14.78                                                                           | Marinalva Rita dos Santos · Brasil · 14.74                                         | Adilia Silverio Portugal 13.34        |
| Lanzamiento de disco (25 de septiembre)    | Maritza Martén · Cuba · 58.76                                                                           | Odete Valentino Domingos · Brasil · 46.98                                          | Ángeles Barreiro · España · 46.74     |
| Lanzamiento de jabalina (23 de septiembre) | María Caridad Colón · Cuba · 57.60                                                                      | Teresinha Vaz Portugal 47.56                                                       | Aurora Moreno · España · 44.74        |
| Relevos 4 x 100 metros (25 de septiembre)  | Ángela Domínguez · Elena Guisasola · Teresa Rioné · Lourdes Valdor · España · 47.26                     | Ana Oliveira Vera Lisa Conceiçao Alves Virginia Gomes Portugal 49.81               | Solo dos competidores.                |
| Relevos 4 x 400 metros (25 de septiembre)  | Ana Fidelia Quirós · Mercedes Ileana Álvarez · Neri María McKeen · Hildelisa Despaigne · Cuba · 3:38.94 | Gregoria Ferrer · Esther Lahoz · Blanca Lacambra · Maite Zúñiga · España · 3:41.30 | Solo dos competidores.                |

### Fuera de concurso
| Prueba                              | Atleta (País)                                                                   | Marca          |
| ----------------------------------- | ------------------------------------------------------------------------------- | -------------- |
| 400 metros (Masculino)              | José Alonso Valero ( España)                                                    | 46.92          |
| 1500 metros (Masculino)             | Mario Silva ( Portugal)                                                         | 3:54.06        |
| 110 metros vallas (Masculino)       | Carlos Sala ( España)                                                           | 13.74          |
| 3000 metros obstáculos (Masculino)  | Juan Torres ( España)                                                           | 8:30.12        |
| Salto de altura (Masculino)         | Martí Perarnau ( España)                                                        | 2.12           |
| Salto con pértiga (Masculino)       | Salvador Maranges ( España) · Robert Aleu ( España)                             | 5.05 4.70      |
| Salto de longitud (Masculino)       | Jordi Vila ( España) · Alberto Solanas ( España) · Jacinto Santamaría ( España) | 7.42 7.21 7.10 |
| Lanzamiento de disco (Masculino)    | Ricardo Ballbé ( España)                                                        | 54.04          |
| Lanzamiento de martillo (Masculino) | Francisco Fuentes ( España) · José Luis Velasco ( España)                       | 63.44 58.66    |
| Salto de longitud (Femenino)        | Olga Dalmau ( España)                                                           | 6.11           |

### Medallero
País organizador
| Núm.  | País            | Oro | Plata | Bronce | Total |
| ----- | --------------- | --- | ----- | ------ | ----- |
| 1     | Cuba (CUB)      | 19  | 4     | 1      | 24    |
| 2     | España (ESP)    | 10  | 11    | 12     | 33    |
| 3     | Brasil (BRA)    | 3   | 6     | 5      | 14    |
| 4     | Portugal (POR)  | 2   | 12    | 4      | 18    |
| 5     | Colombia (COL)  | 2   | 0     | 2      | 4     |
| 6     | Argentina (ARG) | 1   | 1     | 4      | 6     |
| 7     | Chile (CHI)     | 0   | 3     | 0      | 3     |
| 8     | México (MEX)    | 0   | 0     | 2      | 2     |
| 9     | Guatemala (GUA) | 0   | 0     | 1      | 1     |
| 9     | Honduras (HON)  | 0   | 0     | 1      | 1     |
| 9     | Nicaragua (NCA) | 0   | 0     | 1      | 1     |
| 9     | Paraguay (PAR)  | 0   | 0     | 1      | 1     |
| Total | Total           | 37  | 37    | 34     | 108   |